# Jules Nagels

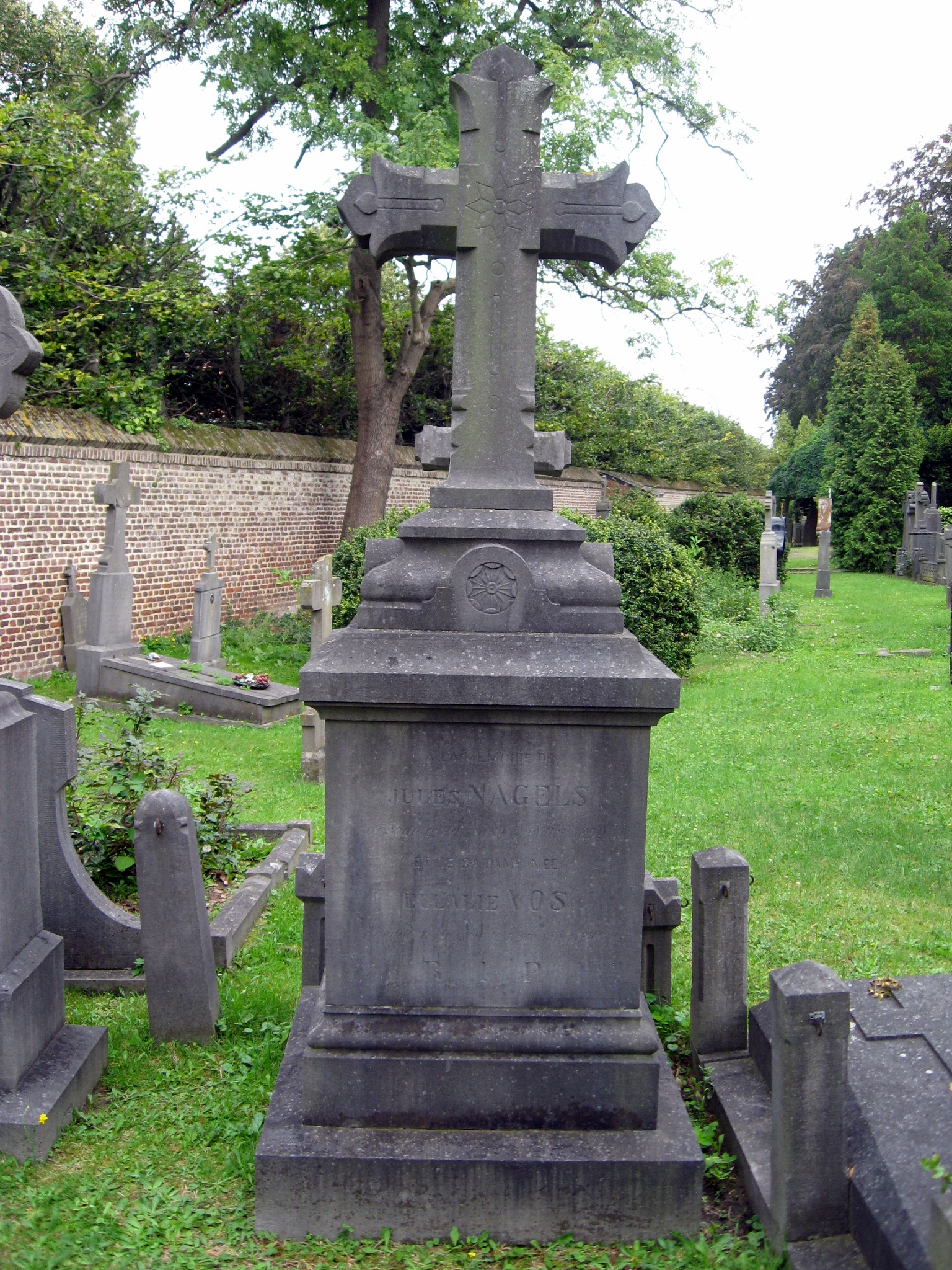
Grafmonument van Jules Nagels op het Oud Kerkhof van Hasselt (2011)

Jules Nagels (Hasselt, 15 januari 1829 - aldaar, 18 juli 1890) was een Belgisch politicus voor de Katholieke Partij. Hij was van 1875 tot 1878 burgemeester van Hasselt en was nadien voorzitter van de provincieraad van Limburg.

## Biografie

### Familie
Jules Nagels was een zoon van Joannes Petrus Nagels (1789-1860), uit Roermond afkomstig, en Maria Catharina Vliegen (1792-1876). Zijn oudere zus Louise Ida Nagels (1819-1909) huwde met magistraat en rechtsgeleerde Joseph Thonissen die later minister van Binnenlandse Zaken werd. Hijzelf huwde in 1856 in Hasselt met Maria Catharina Vos (1828-1876) en het gezin woonde in het 16e-eeuwse herenhuis Het Paleys aan de Maagdendries. Hun dochter Maria Catharina Nagels (1858-1950) trouwde in 1880 in Hasselt met stoker André Claes.

### Politieke loopbaan
Nagels studeerde rechten en werd advocaat. Hij vertegenwoordigde bankier André Langrand-Dumorceau. Na diens persoonlijk bankroet als gevolg van de affaire Langrand-Dumorceau stapte Nagels in de gemeentepolitiek van zijn geboortestad.
Hij bouwde de katholieke partijorganisatie in Hasselt verder uit waardoor zij bij de gemeenteraadsverkiezingen van 1872 alle dertien zetels konden veroverden en het volledige schepencollege in handen kregen. Nagels werd een van de nieuwe schepenen in het stadsbestuur. Bij de volgende verkiezingen in 1875 waren de Hasseltse liberalen beter georganiseerd en konden ze enkele zetels van de katholieken afsnoepen. Uittredend burgemeester Armand Roelants, die tot provinciegriffier was benoemd, had zich geen kandidaat meer gesteld. Nagels trok de katholieke lijst en volgde hem als burgemeester op. Bij zijn ambtsaanvaarding schilderde Godfried Guffens een portret van hem.
Zijn burgemeesterschap werd gekenmerkt door de steeds scherper wordende tegenstellingen tussen de katholieken en de liberalen. Deze bereikten een hoogtepunt in 1877 toen drie liberale verenigingen weigerden mee te stappen in de zevenjaarlijkse Virga Jesseommegang.
De gemeenteraadsverkiezingen van 1878 werden door de liberalen gewonnen. Zij veroverden acht van de dertien zetels in de gemeenteraad en Nagels, die in de oppositie belandde, werd als burgemeester opgevolgd door notaris Gaspar Arnold Bamps. Nadien zetelde Nagels in de provincieraad van Limburg. Bij zijn overlijden in 1890 was hij er de voorzitter van.

### Christelijk verenigingsleven
Nagels was sterk actief in het christelijk verenigingsleven. Hij was hoofdbestuurder van het Pauselijke Zouavencomité van de provincie Limburg. Van 1873 tot aan zijn dood was hij voorzitter van de Limburgse afdeling van het Genootschap van de Heilige Vincentius a Paulo, de in 1833 in Parijs opgerichte vereniging die instaat voor de hulpverlening aan armen en behoeftigen.
Hij ligt begraven op het Oud Kerkhof van Hasselt.